# Ryan Harrison
Ryan Harrison (* 7. Mai 1992 in Shreveport, Louisiana) ist ein ehemaliger US-amerikanischer Tennisspieler.

## Leben und Karriere

### Bis 2008: Werdegang und Juniorenkarriere
Ryan Harrison hielt bereits mit zwei Jahren zum ersten Mal einen Tennisschläger in der Hand. Er wurde zunächst trainiert von seinem Vater Pat Harrison, welcher in den 80er Jahren immerhin Platz 725 der Tennisweltrangliste erreicht hatte. Bereits mit elf Jahren erreichte Ryan bei einem Turnier in seiner Heimatstadt Shreveport das Finale, wo er gegen seinen Vater verlor. 2005 zog die Familie Harrison nach Texas, damit Ryan und sein Bruder Christian an der Tennisakademie von John Newcombe in New Braunfels trainieren konnten. Im Jahr 2008 folgte ein weiterer Umzug nach Florida, wo Ryan seitdem an der Tennisakademie von Nick Bollettieri trainierte, an der schon zukünftige Weltstars wie Andre Agassi, Jim Courier oder Marija Scharapowa auf ihre Karriere vorbereitet worden waren.
2006 trat Ryan Harrison erstmals bei Juniorenturnieren an, und konnte schnell mit Turniersiegen auf sich aufmerksam machen. Bei den Australian Open 2008 kam er bis ins Halbfinale und erreichte daraufhin mit Rang 7 seine beste Platzierung in der Junioren-Weltrangliste. Obwohl er gerade einmal 16 Jahre alt war und noch zwei Jahre als Junior hätte spielen können, waren die US Open 2008, bei denen er im Achtelfinale ausschied, das letzte Juniorenturnier für Harrison.

### 2007–2009: ATP-Debüt und erste Erfolge auf Future- und Challenger-Turnieren
Stattdessen trat er nun nur noch im Erwachsenenbereich an, wo er im November 2007 erstmals Matches bei einem Future-Turnier hatte gewinnen können. Im April 2008 bekam Ryan Harrison für die Qualifikation des ATP-Turniers in Houston eine Wildcard und nutzte diese, um sich für das Hauptfeld zu qualifizieren. Dort besiegte er in der ersten Runde Pablo Cuevas und wurde damit einer von nur zehn Spielern, die vor ihrem 16. Geburtstag ein ATP-Match gewinnen konnten. Nur eine Woche später erreichte Harrison zusammen mit Michael Venus in Baton Rouge erstmals das Finale eines Challenger-Turniers. Bei den US Open im August 2008 bekam er ebenfalls eine Wildcard für die Qualifikation, schied jedoch in der ersten Runde aus.
Im August 2009 gewann Ryan Harrison in Shingle Springs seinen ersten Future-Titel und besiegte dabei im Finale den ebenfalls erst 17-jährigen Filip Krajinović. Im August 2009 schied er bei der US-Open-Qualifikation erneut in der ersten Runde aus, im Doppel jedoch sorgte er mit seinem Partner Kaes Van’t Hof für eine Überraschung, als sie in der ersten Runde die an Position 6 gesetzten Mariusz Fyrstenberg und Marcin Matkowski aus dem Wettbewerb warfen. Im September 2009 erreichte Harrison zwei weitere Future-Finals, von denen er eines gewinnen konnte. Kurz darauf stand er in Sacramento erstmals im Halbfinale eines Challenger-Turniers.

### 2010: Grand-Slam-Debüt und Einstieg in die Top 200
Für die Australian Open 2010 bekam Ryan Harrison eine Wildcard, welche er sich zuvor in einem Playoff-Turnier gesichert hatte. Bei seinem Grand-Slam-Einzeldebüt verlor er jedoch in der ersten Runde gegen Janko Tipsarević. In den folgenden Monaten stand er bei mehreren amerikanischen ATP-Turnieren im Hauptfeld, teilweise mit einer Wildcard, teilweise auch als Qualifikant. Sein größter Erfolg war dabei der Erstrundensieg über den Top-100-Spieler Taylor Dent beim Masters-Turnier von Indian Wells. Zwei Wochen zuvor hatte er noch zusammen mit Dent in Delray Beach das Halbfinale erreicht, wo sie sich nur knapp den Bryan-Brüdern geschlagen geben mussten. Im weiteren Saisonverlauf scheiterte Harrison sowohl bei den French Open als auch in Wimbledon in der Qualifikation. Beim ATP-Turnier von Newport bekam er eine Wildcard und erreichte nach einem Sieg über den Top-100-Spieler Karol Beck das Viertelfinale. Der bis dahin größte Erfolg für den mittlerweile 18-jährigen Ryan Harrison folgte dann bei den US Open 2010: Nach erfolgreicher Qualifikation traf er in der ersten Runde auf den an Position 15 gesetzten Ivan Ljubičić, den er in vier Sätzen besiegte. Mit diesem nach eigener Aussage bislang „größten Sieg seiner Karriere“ wurde er der erste amerikanische Teenager seit Andy Roddick im Jahr 2001, der einen Top-20-Spieler bei einem Grand-Slam-Turnier besiegen konnte. Im Zweitrundenmatch gegen Serhij Stachowskyj führte Harrison bereits mit 2:1 Sätzen, verlor das Match jedoch noch nach mehreren vergebenen Matchbällen in fünf Sätzen. Im September 2010 wurde Ryan Harrison von Patrick McEnroe erstmals für die US-amerikanische Davis-Cup-Mannschaft nominiert, er blieb jedoch ohne Spiel, da die USA bereits mit 3:1 gegen Kolumbien in Führung lagen, als es zu regnen begann. Im Oktober 2010 erreichte Harrison in Tiburon erstmals das Finale eines Challenger-Turniers, unterlag dort jedoch Tobias Kamke klar in zwei Sätzen.

### 2011–2016: Erste Challenger-Titel, ATP-Titel im Doppel und Etablierung in den Top 100
Das Jahr 2011 begann für Ryan Harrison mit der erfolgreichen Qualifikation für das ATP-Turnier in Brisbane, wo er jedoch in der ersten Hauptrunde gegen den topgesetzten späteren Turniersieger Robin Söderling verlor. Auch bei den Australian Open, für die er wie schon im Vorjahr eine Wildcard erspielt hatte, schied Harrison nach einer Dreisatzniederlage gegen Adrian Mannarino in der ersten Runde aus. In der nächsten Woche konnte Ryan Harrison beim Challenger-Turnier von Honolulu durch einen Dreisatzsieg über Alex Kuznetsov seinen ersten Challengertitel im Einzel gewinnen, und gewann zudem zusammen mit Travis Rettenmaier auch den Doppeltitel. Der nächste große Erfolg gelang Harrison im März 2011 beim Masters-Turnier in Indian Wells, wo er nacheinander die Top-50-Spieler Jérémy Chardy, Guillermo García López und Milos Raonic besiegte, ehe er im Achtelfinale gegen den Weltranglistenzweiten Roger Federer ausschied. Im Mai 2011 qualifizierte sich Ryan Harrison als Lucky Loser erstmals für die French Open, verlor jedoch in der ersten Hauptrunde in vier Sätzen gegen den an Position 5 gesetzten zweifachen Finalisten Robin Söderling. Auch in Wimbledon rückte Harrison einen Monat später als Lucky Loser ins Hauptfeld nach und besiegte dann in der ersten Runde den Top-50-Spieler Ivan Dodig glatt in drei Sätzen. In der zweiten Runde traf er auf den an Position 6 gesetzten David Ferrer, gegen den er bereits mit 2:1 Sätzen führte, als das Match wegen Dunkelheit abgebrochen werden musste. Am nächsten Tag fand Harrison nicht mehr ins Spiel zurück und verlor schließlich noch in fünf Sätzen. Beim folgenden Rasenturnier in Newport Anfang Juli 2011 konnte Ryan Harrison seine Viertelfinalteilnahme vom Vorjahr nicht wiederholen, stattdessen gewann er jedoch im Doppel zusammen mit Matthew Ebden seinen ersten ATP-Titel. Zwei Wochen später konnte Harrison in Atlanta unter anderem durch einen Sieg über den an Position 4 gesetzten Xavier Malisse zum ersten Mal in seiner Karriere das Halbfinale eines ATP-Turniers erreichen. Dort verlor er zwar gegen den an Position 1 gesetzten späteren Turniersieger Mardy Fish, zog aber dennoch erstmals in die Top 100 der Weltrangliste ein. Nur eine Woche später erreichte Harrison in Los Angeles durch einen Sieg über Lu Yen-hsun ein weiteres ATP-Halbfinale, wo er jedoch erneut gegen Mardy Fish verlor. Das restliche Jahr verlief ohne größere Höhepunkte für Ryan Harrison: Bei den US Open schied Ryan Harrison in der ersten Runde gegen Marin Čilić aus, lediglich beim Masters-Turnier in Shanghai konnte er mit Viktor Troicki nochmal einen namhaften Gegner besiegen.
Anfang 2012 verlor Ryan Harrison bei den Australian Open in der ersten Runde gegen den an Position 4 gesetzten späteren Halbfinalisten Andy Murray. Im Februar erreichte er beim ATP-Turnier in San José das Halbfinale, wo er dem späteren Turniersieger Milos Raonic unterlag. Nach einer Achtelfinalteilnahme beim Indian Wells Masters sowie einem ATP-Viertelfinale in Houston scheiterte Harrison im Juni 2012 bei den French Open bereits in der ersten Runde am an Position 11 gesetzten Gilles Simon. Nachdem er beim folgenden ATP-Rasenturnier in Eastbourne das Halbfinale erreicht hatte, stieg Harrison erstmals in die Top 50 der Weltrangliste ein. Im Juli gewann er mit Matthew Ebden in Atlanta seinen zweiten Titel im Doppel. Sie besiegten im Finale Xavier Malisse und Michael Russell mit 10:6 im Match-Tie-Break. Die Saison 2013 verlief bis auf eine Ausnahme ohne Höhepunkte. Beim Challenger-Turnier in Savannah spielte er sich bis ins Finale vor, in dem er Facundo Argüello mit 6:2 und 6:3 bezwang. Das Jahr 2014 verlief dann gänzlich erfolglos, sodass Harrison in der Einzelweltrangliste als 190. nur noch knapp in den Top 200 notiert wurde.
Zu Beginn der Saison 2015 gelang Harrison sein dritter Titelgewinn auf der Challenger Tour. In Happy Valley setzte er sich im Finale gegen Marcos Baghdatis mit 7:6 (10:8) und 6:4 durch. Im Saisonverlauf rückte er stetig in der Weltrangliste vor und beendete das Jahr auf Rang 112. Im Jahr darauf sicherte er sich mit Brian Baker im April den Turniersieg beim Challenger-Turnier in Savannah. Sie bezwangen im Endspiel Purav Raja und Divij Sharan mit 10:8 im Match-Tie-Break.

### 2017–2024: ATP-Titel im Einzel und Grand-Slam-Sieg im Doppel
Die Saison 2017 wurde Harrisons bis dato erfolgreichste seiner Karriere. Anfang Februar gewann er zunächst mit einem Finalsieg gegen Taylor Fritz in Dallas seinen vierten Challengertitel. Nur zwei Wochen darauf gelang ihm in Memphis sein größter Erfolg im Einzel auf der World Tour, als er sich beim ATP-Turnier bis ins Finale vorspielte und dort Nikolos Bassilaschwili mit 6:1 und 6:4 besiegte. Als ungesetzter Spieler verlor er dabei im gesamten Turnierverlauf keinen Satz. Sein nächstes ATP-Finale bestritt er bereits im Mai, jedoch dieses Mal wieder im Doppel. Zusammen mit Michael Venus erreichte er in Estoril die Schlussrunde, in der sie auf David Marrero und Tommy Robredo trafen und diese mit 7:5 und 6:2 bezwangen. Einen Monat später trat Harrison mit Venus auch bei den French Open an. Als ungesetzte Paarung besiegten sie auf dem Weg bis ins Finale unter anderem in der zweiten Runde die an Position vier gesetzten Łukasz Kubot und Marcelo Melo sowie ab dem Viertelfinale zunächst die an Position sieben gesetzten Ivan Dodig und Marcel Granollers und schließlich die an Position 16 gesetzten Juan Sebastián Cabal und Robert Farah. Im Endspiel trafen sie mit Santiago González und Donald Young auf eine weitere ungesetzte Paarung, die sie mit 7:6 (7:5), 6:7 (4:7) und 6:3 bezwangen. Sowohl für Harrison als auch für Venus war dies der erste Titelgewinn bei einem Grand-Slam-Turnier. In der Doppel-Weltrangliste machte Harrison daraufhin einen Sprung von Rang 139 auf Rang 30. Auch in Wimbledon waren Harrison und Venus recht erfolgreich. Sie erreichten das Viertelfinale und mussten sich den topgesetzten Henri Kontinen und John Peers erst in fünf Sätzen und trotz eines Matchballes geschlagen geben.
Direkt nach Wimbledon wurde Harrison, zum 17. Juli 2017, in der Weltrangliste im Einzel auf seinem Karrierebestwert von Rang 40 geführt. Zwei Wochen nach dem Erreichen dieser Bestmarke stand er in Atlanta zum zweiten Mal in seiner Karriere in einem Einzelfinale auf der ATP World Tour. Dort unterlag er jedoch seinem Landsmann John Isner mit 6:7 (6:8) und 6:7 (7:9) zweimal im Tie-Break. Mit Michael Venus scheiterte Harrison zwar bei den US Open bereits in der ersten Runde, dennoch qualifizierten sie sich für die World Tour Finals zu Saisonende. In der Vorrunde gewannen sie alle drei Gruppenspiele und zogen so ins Halbfinale ein. Dort schieden sie nach einer 1:6- und 4:6-Niederlage gegen Łukasz Kubot und Marcelo Melo aus. Harrison schloss das Jahr auf seinem Karrierebestwert von Platz 16 in der Doppelweltrangliste ab.
2018 konnte Harrison das Niveau des Vorjahres nicht ganz halten. Zwar schloss er das Jahr im Einzel auf Rang 62 der Weltrangliste ab und hielt sich lange Zeit knapp innerhalb der Top 60, das Jahr blieb allerdings titellos. Dabei begann die Saison vielversprechend, als er gleich zum Auftakt das Finale von Brisbane erreichte. Dort unterlag er Nick Kyrgios mit 4:6 und 2:6. Und auch zu Beginn der zweiten Saisonhälfte gelang ihm ein Finaleinzug, als er abermals im Endspiel von Atlanta stand. Wie schon im Vorjahr musste er sich aber John Isner geschlagen geben, diesmal mit 7:5, 3:6 und 4:6. Darüber hinaus zog Harrison an der Seite von Rajeev Ram auch in der Doppelkonkurrenz ins Finale ein. Mit 8:10 verloren sie dieses im Match-Tie-Break gegen Nicholas Monroe und John-Patrick Smith. Bis Jahresende fiel Harrison im Doppel wieder aus den Top 100 der Weltrangliste heraus. Dennoch gehörte er 2018 in drei Partien zum Aufgebot der US-amerikanischen Davis-Cup-Mannschaft. So kam er in der Erstrunden-Begegnung gegen Serbien im Doppel zum Einsatz (3:1-Sieg mit Steve Johnson), im Viertelfinale gegen Belgien im Doppel (3:1-Sieg mit Jack Sock) und Einzel (2:0-Sieg gegen Ruben Bemelmans) sowie im Halbfinale gegen Kroatien im Doppel (3:2-Sieg mit Mike Bryan).
Ein Achtungserfolg gelang Harrison bei den Australian Open 2019 in der Doppelkonkurrenz. Zusammen mit Sam Querrey schieden sie nach vier Siegen in Folge erst im Halbfinale gegen die späteren Turniersieger Pierre-Hugues Herbert und Nicolas Mahut aus, die die Partie in zwei Sätzen gewannen. Die übrige Saison verlief ohne Erfolge, da Harrison, von einem Sehnenriss verletzungsbedingt eingeschränkt, zumeist bereits früh ausschied oder die Qualifikation für das Hauptfeld verpasste. Zum Jahresende ließ er sich schließlich operieren und fiel bis zu Beginn der Saison 2020 aus. Im Februar 2020 gewann er seine erste Einzelpartie auf der Tour seit April 2019.
Anfang 2024 beendete Harrison seine Karriere.

## Persönliches
Im April 2017 heiratete Harrison seine Verlobte Lauren McHale, die Schwester der Tennisspielerin Christina McHale.

## Erfolge
| Legende (Anzahl der Siege)  |
| Grand Slam (1)              |
| ATP World Tour Finals       |
| ATP World Tour Masters 1000 |
| ATP World Tour 500          |
| ATP World Tour 250 (4)      |
| ATP Challenger Tour (7)     |

| ATP-Titel nach Belag |
| Hartplatz (2)        |
| Sand (2)             |
| Rasen (1)            |

### Einzel

#### Turniersiege

##### ATP World Tour
| Nr. | Datum            | Turnier | Belag         | Finalgegner            | Ergebnis |
| --- | ---------------- | ------- | ------------- | ---------------------- | -------- |
| 1.  | 19. Februar 2017 | Memphis | Hartplatz (i) | Nikolos Bassilaschwili | 6:1, 6:4 |

##### ATP Challenger Tour
| Nr. | Datum           | Turnier      | Belag         | Finalgegner      | Ergebnis      |
| --- | --------------- | ------------ | ------------- | ---------------- | ------------- |
| 1.  | 30. Januar 2011 | Honolulu     | Hartplatz     | Alex Kuznetsov   | 6:4, 3:6, 6:4 |
| 2.  | 28. April 2013  | Savannah     | Sand          | Facundo Argüello | 6:2, 6:3      |
| 3.  | 11. Januar 2015 | Happy Valley | Hartplatz     | Marcos Baghdatis | 7:68, 6:4     |
| 4.  | 4. Februar 2017 | Dallas       | Hartplatz (i) | Taylor Fritz     | 6:3, 6:3      |

#### Finalteilnahmen
| Nr. | Datum          | Turnier     | Belag     | Finalgegner  | Ergebnis      |
| --- | -------------- | ----------- | --------- | ------------ | ------------- |
| 1.  | 30. Juli 2017  | Atlanta (1) | Hartplatz | John Isner   | 6:76, 6:77    |
| 2.  | 7. Januar 2018 | Brisbane    | Hartplatz | Nick Kyrgios | 4:6, 2:6      |
| 3.  | 29. Juli 2018  | Atlanta (2) | Hartplatz | John Isner   | 7:5, 3:6, 4:6 |

### Doppel

#### Turniersiege

##### ATP World Tour
| Nr. | Datum         | Turnier     | Belag     | Partner       | Finalgegner                    | Ergebnis         |
| --- | ------------- | ----------- | --------- | ------------- | ------------------------------ | ---------------- |
| 1.  | 10. Juli 2011 | Newport     | Rasen     | Matthew Ebden | Johan Brunström Adil Shamasdin | 4:6, 6:3, [10:5] |
| 2.  | 22. Juli 2012 | Atlanta     | Hartplatz | Matthew Ebden | Xavier Malisse Michael Russell | 6:3, 3:6, [10:6] |
| 3.  | 7. Mai 2017   | Estoril     | Sand      | Michael Venus | David Marrero Tommy Robredo    | 7:5, 6:2         |
| 4.  | 10. Juni 2017 | French Open | Sand      | Michael Venus | Santiago González Donald Young | 7:65, 6:74, 6:3  |

##### ATP Challenger Tour
| Nr. | Datum            | Turnier   | Belag     | Partner            | Finalgegner                    | Ergebnis          |
| --- | ---------------- | --------- | --------- | ------------------ | ------------------------------ | ----------------- |
| 1.  | 24. Oktober 2010 | Calabasas | Hartplatz | Travis Rettenmaier | Rik De Voest Bobby Reynolds    | 6:3, 6:3          |
| 2.  | 30. Januar 2011  | Honolulu  | Hartplatz | Travis Rettenmaier | Robert Kendrick Alex Kuznetsov | kampflos          |
| 3.  | 24. April 2016   | Savannah  | Sand      | Brian Baker        | Purav Raja Divij Sharan        | 5:7, 7:64, [10:8] |

#### Finalteilnahmen
| Nr. | Datum           | Turnier      | Belag     | Partner            | Finalgegner                        | Ergebnis           |
| --- | --------------- | ------------ | --------- | ------------------ | ---------------------------------- | ------------------ |
| 1.  | 29. Juli 2018   | Atlanta      | Hartplatz | Rajeev Ram         | Nicholas Monroe John-Patrick Smith | 6:3, 6:75, [8:10]  |
| 2.  | 13. Januar 2021 | Delray Beach | Hartplatz | Christian Harrison | Ariel Behar Gonzalo Escobar        | 7:65, 6:74, [4:10] |